# Serdar Böke
Serdar Böke (ur. 17 września 1986 roku) – turecki zapaśnik walczący w stylu wolnym. Zajął dziewiąte miejsce na mistrzostwach świata w 2013. Brązowy medalista mistrzostw Europy w 2018. Triumfator igrzysk śródziemnomorskich w 2013. Czwarty w Pucharze Świata w 2017, a ósmy w 2010 i 2015. Srebrny medalista akademickich MŚ w 2012 i brązowy w 2010. Dwudziesty na Uniwersjadzie w 2013 roku.